# 페이퍼리스 오피스
페이퍼리스 오피스(paperless office), 종이 없는 사무실, 종이를 쓰지 않는 사무실(유의어: '사무 자동화 시스템')는 종이 사용을 없애거나 대폭 줄이는 업무 환경을 말한다. 이는 문서 및 기타 서류를 디지털화라고 알려진 프로세스인 디지털 형식으로 변환하여 수행된다. 지지자들은 "페어퍼리스"가 비용을 절약하고, 생산성을 높이고, 공간을 절약하고, 문서화 및 정보 공유를 더 쉽게 만들고, 개인 정보를 더욱 안전하게 유지하고, 환경에 도움이 될 수 있다고 주장한다. 이 개념은 사무실 외부의 통신에도 확장될 수 있다.

## 정의 및 역사

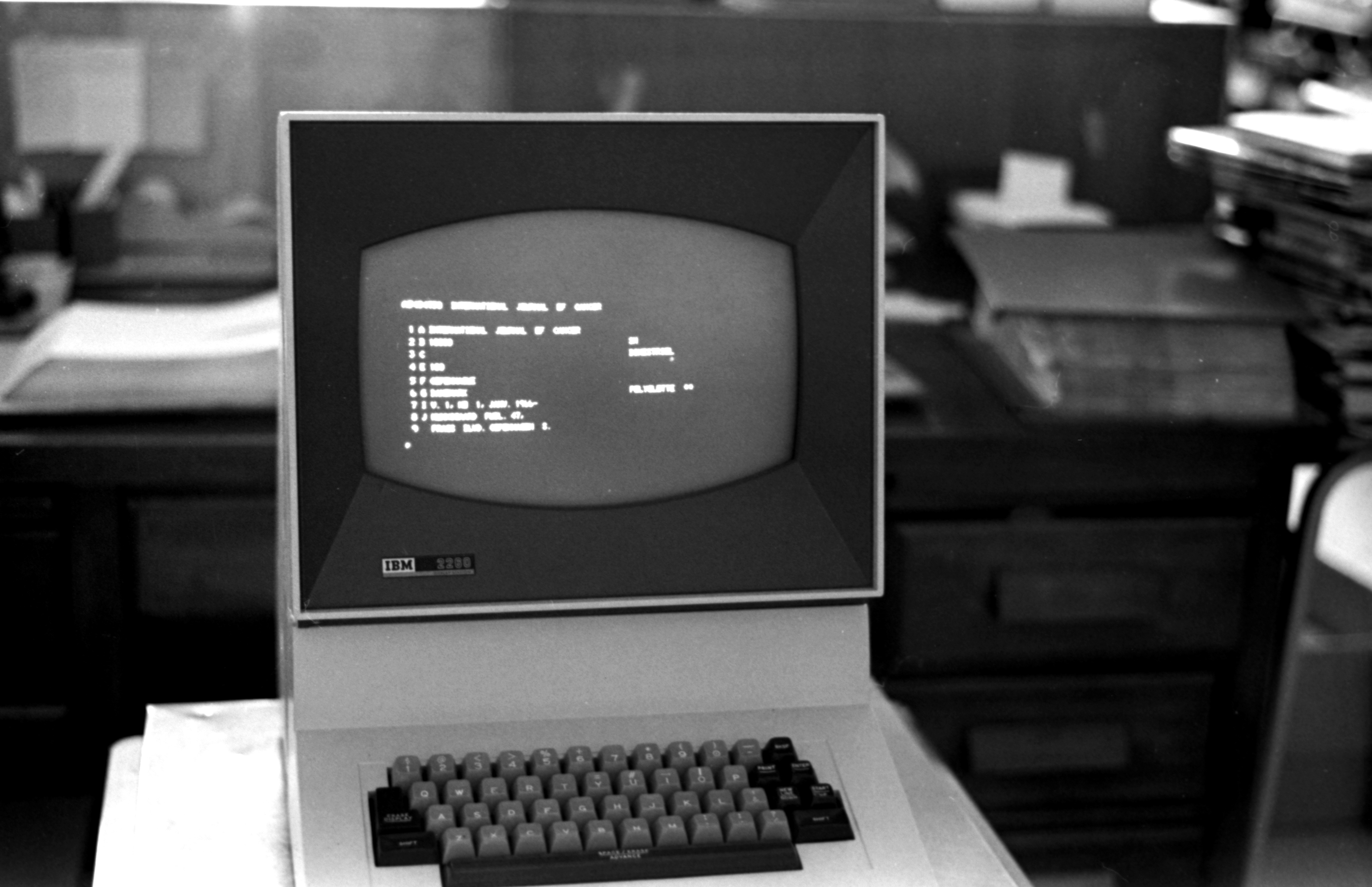
IBM 2260

'종이 없는 세상'(paperless world)은 미래의 사무실을 묘사하기 위해 홍보 담당자가 내건 슬로건이었다. 1964년 IBM 2260과 같은 비디오 디스플레이 컴퓨터 단말기의 대중화로 더욱 활성화되었다. 종이 없는 사무실에 대한 초기 예측은 1975년 비즈니스 위크 기사에서 나왔다. 사무 자동화를 통해 기록 보관이나 회계와 같은 일상적인 업무에서 종이가 필요 없게 될 것이라는 아이디어였으며, 개인용 컴퓨터의 등장과 함께 주목을 받게 되었다. 모든 책상에 PC가 놓인다는 예측은 놀라울 정도로 예언적이었지만, "종이 없는 사무실"은 그렇지 않았다.
1983년 마이크로넷(Micronet, Inc.)은 "종이 없는 사무실(The Paperless Office)"이라는 문구를 상표 등록하려 했지만, 1984년에 포기했다.
2019년 뉴질랜드의 한 분석가는 사무실의 더 적절한 목표는 "종이 없는(paperless)" 것보다 "종이를 가볍게 사용하게(paper-light)" 될 것이라고 제안했다.
2022년, Foxit의 CEO는 "종이 없는 사무실"이라는 회사의 비전이 경제적 이점뿐만 아니라 지속 가능성 측면에서도 이점을 제공한다고 홍보했다.
한 추정에 따르면, 전 세계 사무용 용지 사용량은 1980년에서 2000년 사이에 두 배 이상 증가했다. 이는 문서 제작의 용이성 향상과 전자 통신의 광범위한 사용으로 인해 사용자들이 대량의 인쇄 문서를 받게 되었기 때문이다.
2014년, 미국의 한 분석가는 "실제로 종이 사용량이 급증하고 있으며, 평균 기업에서 생산하는 종이의 양은 연간 25%씩 증가하고 있다. 매일 약 10억 장의 복사물이 생산되고 있다."라고 주장했다.
2024년 미국 환경보호청(EPA)은 "미국인은 매년 평균 700파운드(약 332kg) 이상의 종이를 사용하는데, 이는 전 세계 1인당 종이 사용량 중 가장 높은 수치"라고 추산했다. 지난 20년간 미국의 종이 제품 사용량은 2억 8백만 톤(9,200만 톤에서 증가)에 달했으며, 이는 126% 증가한 수치이다.
일부에서는 종이가 스크린과는 다른 용도로 사용될 수 있기 때문에, 예를 들어 접근성이 더 뛰어나다는 점에서 종이가 항상 중요한 역할을 할 것이라고 주장한다.

## 같이 보기
- 문서 관리 시스템
- 백업